# 1525 az irodalomban
Az 1525. év az irodalomban.

## Új művek

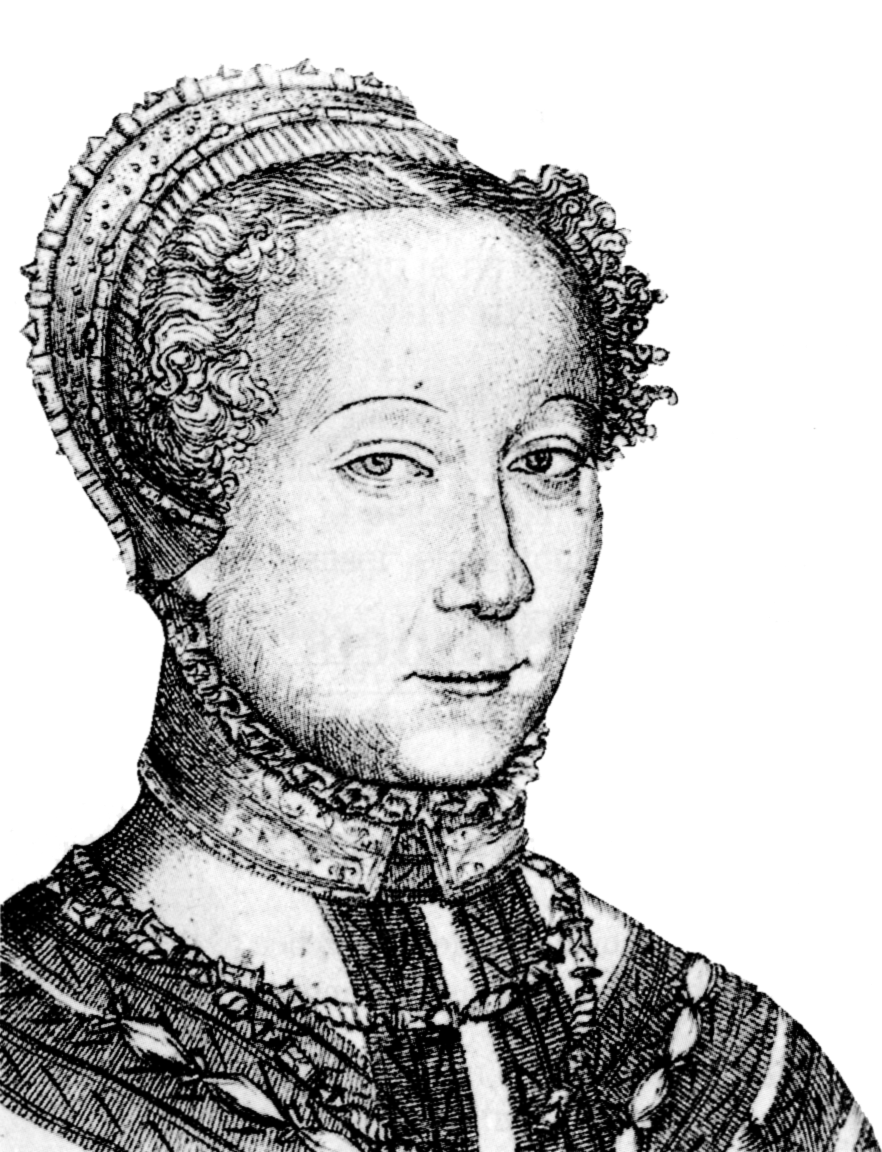
Louise Labé

- Pietro Bembo itáliai kardinális, költő, irodalomtudós munkája: Prose della volgar lingua (Értekezés a népnyelvről).[1]

## Születések
- 1525 – Friedrich Dedekind német költő († 1598)
- 1525 körül – Louise Labé francia költőnő, a lyoni költői iskola tagja, „a francia reneszánsz Saphója”[2]  († 1566)

## Halálozások
- 1525 előtt[3] – Jean Lemaire de Belges belga (vallon) költő (* 1473)